# Прапор Сен-Мартену
Прапор Сен-Мартену — неофіційний прапор Сен-Мартену. Незважаючи на свій неофіційний статус дуже поширений на острові. Співвідношення сторін прапора 2:3. Оскільки Сен-Мартен є заморською територією Франції офіційним прапором острова є французький триколор.
Прапор використовувався і раніше, щоб підкреслити відмінність острова від Гваделупи, якій він підпорядковувався.